# The Desert Trail (film 1912)
The Desert Trail è un cortometraggio muto del 1912 diretto da Patrick C. Hartigan (Pat Hartigan).

## Produzione
Il film, prodotto dalla Kalem Company, fu girato in California, a Santa Monica.

## Distribuzione
Distribuito dalla General Film Company, il film - un cortometraggio di una bobina - uscì nelle sale cinematografiche statunitensi il 15 gennaio 1912.